# Conus mercator
Espèce
Statut de conservation UICN

 EN B1ab(iii,v)+2ab(iii,v) : En danger
Conus mercator est une espèce de mollusques gastéropodes marins appartenant à la famille des Conidae.

## Répartition
Afrique de l'Ouest.

## Description
- Longueur : 15 cm.